# Rafa Nadal Open 2024
Il Rafa Nadal Open 2024 è stato un torneo maschile di tennis professionistico. È stata la 6ª edizione del torneo, facente parte della categoria Challenger 75 nell'ambito dell'ATP Challenger Tour 2024, con un montepremi di 73 000 €. Si è giocato dal 26 agosto al 1° settembre 2024 sui campi in cemento della Rafa Nadal Academy by Movistar di Manacor, in Spagna.

## Partecipanti

### Teste di serie
| Nazionalità          | Giocatore             | Ranking* | Testa di serie |
| -------------------- | --------------------- | -------- | -------------- |
| Bosnia ed Erzegovina | Damir Džumhur         | 81       | 1              |
| Germania             | Yannick Hanfmann      | 98       | 2              |
| Francia              | Harold Mayot          | 112      | 3              |
| Francia              | Pierre-Hugues Herbert | 133      | 4              |
| Croazia              | Duje Ajduković        | 135      | 5              |
| Brasile              | Felipe Meligeni Alves | 139      | 6              |
| Argentina            | Marco Trungelliti     | 141      | 7              |
| Danimarca            | August Holmgren       | 163      | 8              |
| Svizzera             | Marc-Andrea Hüsler    | 164      | 9              |

* Ranking al 19 agosto 2024.

### Altri partecipanti
I seguenti giocatori hanno ricevuto una wild card per il tabellone principale:
- Marin Čilić
- Naoya Honda
- Martín Landaluce

I seguenti giocatori sono entrati in tabellone come alternate:
- Robin Bertrand
- Jiří Veselý

I seguenti giocatori sono passati dalle qualificazioni:
- Khumoyun Sultanov
- Jules Marie
- Ričardas Berankis
- Hazem Naw
- Iñaki Montes-de la Torre
- Laurent Lokoli

Il seguente giocatore è entrato in tabellone come lucky loser:
- Alberto Barroso Campos

## Punti e montepremi
| Torneo    | Torneo              | V     | F     | SF    | QF    | 2T    | 1T  | Q | Q2  | Q1  |
| Singolare | Punti               | 75    | 44    | 22    | 12    | 6     | 0   | 4 | 2   | 0   |
| Singolare | Premi in denaro (€) | 9,880 | 5,820 | 3,450 | 2,000 | 1,165 | 720 | – | 360 | 185 |
| Doppio    | Punti               | 75    | 44    | 22    | 12    | –     | 0   | – | –   | –   |
| Doppio    | Premi in denaro (€) | 4,250 | 2,450 | 1,480 | 880   | –     | 500 | – | –   | –   |

## Campioni

### Singolare
Duje Ajduković ha sconfitto in finale  Matteo Gigante con il punteggio di 4–6, 6–3, 6–4.

### Doppio
David Pichler /  Jurij Rodionov hanno sconfitto in finale  Anirudh Chandrasekar /  David Vega Hernández con il punteggio di 1–6, 6–3, [10–7].